# Campionati europei di ginnastica artistica maschile 2020
I XXXIV Campionati europei di ginnastica artistica maschile si sono svolti dal 9 al 13 dicembre 2020 presso il Mersin Jimnastik Salonu di Mersina, in Turchia.
Inizialmente la competizione doveva tenersi dal 27 al 31 maggio 2020 a Baku, in Azerbaigian, ma è stata riprogrammata a causa della pandemia di COVID-19. L'evento di Baku è stato riprogrammato dal 9 al 13 dicembre, prima che l'evento fosse trasferito a Mersin. Originariamente considerato un evento di qualificazione olimpica, la competizione non fu designata come tale alla luce della pandemia in corso, in modo da evitare di fare pressioni sulle federazioni affiliate a partecipare se non erano disposte a farlo.
Solo 20 nazioni hanno scelto di inviare atleti, poiché la maggior parte dei paesi si è ritirata per preoccupazione per la pandemia di COVID-19 in Europa. La ginnastica europea ha impedito alla Federazione polacca di ginnastica di inviare atleti a causa di obblighi finanziari in sospeso derivanti dall'aver ospitato l'edizione 2019 dell'evento.

## Programma
| Giorno      | Ora (UTC+1)   | Evento                                                            |
| ----------- | ------------- | ----------------------------------------------------------------- |
| 9 dicembre  | 9:45 - 18:45  | Qualificazioni per finale a squadre, all-around e attrezzi junior |
| 10 dicembre | 9:45 - 18:45  | Qualificazioni per finale a squadre e attrezzi senior             |
| 11 dicembre | 11:45 - 14:50 | Cerimonia d'apertura, finale concorso individuale junior          |
| 12 dicembre | 15:00 - 17:30 | Finale a squadre senior                                           |
| 13 dicembre | 10:00 - 18:30 | Finali attrezzi junior e senior                                   |

## Medagliere
| Pos.   | Paese       | Oro | Argento | Bronzo | Totale |
| ------ | ----------- | --- | ------- | ------ | ------ |
| 1      | Ucraina     | 7   | 6       | 2      | 15     |
| 2      | Turchia     | 2   | 2       | 4      | 8      |
| 3      | Lituania    | 2   | 1       | 1      | 4      |
| 4      | Ungheria    | 1   | 1       | 3      | 5      |
| 5      | Svizzera    | 1   | 0       | 2      | 3      |
| 6      | Albania     | 1   | 0       | 0      | 1      |
| 6      | Romania     | 1   | 0       | 0      | 1      |
| 8      | Croazia     | 0   | 3       | 0      | 3      |
| 9      | Bielorussia | 0   | 1       | 1      | 2      |
| 10     | Austria     | 0   | 1       | 0      | 1      |
| 11     | Bulgaria    | 0   | 0       | 1      | 1      |
| Totale | Totale      | 15  | 16      | 14     | 45     |

## Podi

### Senior
| Evento                        | Oro                                                                                    | Punti   | Argento                                                                  | Punti   | Bronzo                                                                                      | Punti   |
| Concorso a squadre (dettagli) | Ucraina Vladyslav Hryko Petro Pachnjuk Ihor Radivilov Roman Vashchenko Yevhen Yudenkov | 248.963 | Turchia Ferhat Arıcan İbrahim Çolak Adem Asil Ahmet Önder Ümit Şamiloğlu | 244.793 | Ungheria Szabolcs Bátori Balázs Kiss Krisztofer Mészáros Benedek Tomcsányi Dávid Vecsernyés | 240.393 |
| Corpo libero (dettagli)       | Artem Dolgopyat                                                                        | 15.000  | Aurel Benović                                                            | 14.466  | Yahor Sharamkou                                                                             | 14.533  |
| Cavallo (dettagli)            | Matvei Petrov                                                                          | 14.566  | Filip Ude                                                                | 14.533  | Ferhat Arıcan                                                                               | 14.433  |
| Anelli (dettagli)             | İbrahim Çolak                                                                          | 15.000  | Vinzenz Höck                                                             | 14.800  | Ihor Radivilov                                                                              | 14.766  |
| Volteggio (dettagli)          | Ihor Radivilov                                                                         | 14.733  | Yahor Sharamkou                                                          | 14.700  | Artem Dolgopyat                                                                             | 14.483  |
| Parallele (dettagli)          | Ferhat Arıcan                                                                          | 15.100  | Petro Pachnjuk                                                           | 14.766  | Robert Tvorogal                                                                             | 14.500  |
| Sbarra (dettagli)             | Robert Tvorogal                                                                        | 14.800  | Tin Srbić                                                                | 14.600  | Alexander Myakinin                                                                          | 14.200  |

### Junior
| Evento                          | Oro                                                                                 | Punti   | Argento                                                                             | Punti   | Bronzo                                                                                 | Punti         |
| Concorso a squadre (dettagli)   | Ucraina Volodymyr Kostiuk Illia Kovtun Mykyta Melnykov Ivan Sevruk Radomyr Stelmakh | 240.961 | Ungheria Krisztián Balázs Ádám Dobrovitz Márton Kovács Botond Molnár Szilárd Závory | 240.128 | Bulgaria Zdravko Dobrev Rayan Radkov Daniel Trifonov Teodor Trifonov Bozhidar Zlatanov | 237.895       |
| Concorso individuale (dettagli) | Illia Kovtun                                                                        | 80.198  | Volodymyr Kostiuk                                                                   | 79.731  | Krisztián Balázs                                                                       | 79.598        |
| Corpo libero (dettagli)         | Gytis Chasažyrovas                                                                  | 13.833  | Ivan Sevruk                                                                         | 13.666  | Botond Molnár                                                                          | 13.500        |
| Cavallo con maniglie (dettagli) | Illia Kovtun                                                                        | 14.066  | Eyal Indig Gytis Chasažyrovas                                                       | 13.733  | Non assegnato                                                                          | Non assegnato |
| Anelli (dettagli)               | Illia Kovtun                                                                        | 13.266  | Volodymyr Kostiuk                                                                   | 13.166  | Bora Tarhan                                                                            | 13.000        |
| Volteggio (dettagli)            | Gabriel Burtănete                                                                   | 14.283  | Illia Kovtun                                                                        | 14.033  | Bora Tarhan                                                                            | 14.016        |
| Parallele (dettagli)            | Illja Kovtun                                                                        | 14.600  | Mykyta Melnykov                                                                     | 13.666  | Mert Efe Kılıçer                                                                       | 13.266        |
| Sbarra (dettagli)               | Krisztián Balázs                                                                    | 13.633  | Mert Efe Kılıçer                                                                    | 12.933  | Volodymyr Kostiuk                                                                      | 12.900        |